# Geliebter Lügner (1949)
Geliebter Lügner ist ein 1949 entstandener, deutscher Spielfilm von Hans Schweikart mit Elfie Mayerhofer und Hans Söhnker in den Hauptrollen.

## Handlung
Die erste Begegnung zwischen der hübschen jungen Modezeichnerin Jeanette und dem erfolgsverwöhnten Bauingenieur Rudolf Siebert beginnt gleich mit einem Irrtum: Als sie sich auf einer Künstlerparty kennen lernen, hält sie ihn für einen verarmten aber talentierten Maler, dem sie gern beruflich unter die Arme greifen möchte. Ihr gefällt der Mann sowohl als Künstler wie auch als Mensch. Siebert spielt mit einem gewissen Amüsement mit und klärt Jeanette auch nicht über ihren Irrtum auf. Denn der Maler, den sie gern fördern und protegieren möchte, ist Rudolfs Kumpel Braubach, der ebenso bohemienhaft wie talentiert ist. 
Kurzerhand überredet der wohlhabende Ingenieur seinen Freund dazu, mit ihm vorübergehend die Rollen zu tauschen: Und so wird aus Braubach der Ingenieur und aus Siebert der Maler. Jeanette braucht einige Zeit, bis sie hinter das kleine Bäumchen-wechsle-dich-Spiel kommt. Doch sie nimmt diese Scharade nicht mit Humor, sondern fühlt sich anfänglich sehr ersetzt. Von Enttäuschung übermannt, will Jeanette zunächst nichts mehr von Rudolf wissen, doch als er ihr klarmacht, dass hinter seinem Spiel keine böse Absicht stand, lässt sie sich allmählich wieder erweichen, denn eigentlich kann sie ihm, dem „Geliebten Lügner“, gar nicht böse sein.

## Produktionsnotizen
Geliebter Lügner entstand in München Geiselgasteig (Ateliers) und München-Schwabing (Außenaufnahmen) und wurde am 13. Januar 1950 in Berlin (West) uraufgeführt. Deutsche Fernsehpremiere war am 19. August 1958 in der ARD.
Georg Richter hatte die Produktionsleitung. Robert Herlth gestaltete die Filmbauten, Brigitte Götting die Kostüme. Filmeditor Adolf Schlyssleder war auch Regieassistent.

## Kritik
Im Lexikon des Internationalen Films heißt es: „Nachkriegs-Filmkomödie, in Regie und Darstellung über dem damaligen deutschen Durchschnitt.“